# Fashion Police
A Fashion Police (tükörfordításban Divatrendőrség) amerikai televíziós sorozat, amelyet 2010. szeptember 10-én mutatott be az E!. A műsor házigazdája eredetileg Joan Rivers volt, a további szereplők pedig George Kotsiopoulos, Giuliana Rancic és Kelly Osbourne voltak.
Az epizódok során különféle hírességek öltözködését kommentálták, általában kritikus és humoros módon.

## Háttér
A sorozat 2010. szeptember 10-től minden héten jelentkezett. Eredetileg fél órás volt egy epizód, de 2012-től kezdve egy órára bővült az időtartam.
Rivers 2014. szeptember 4-én elhunyt. Két héttel később bejelentették, hogy a műsor nélküle is folytatódik. 2014. december 1-jén az E! bejelentette, hogy 2015 januárjától Kathy Griffin humorista lép Rivers helyére. George Kotsiopoulos-t Brad Goreski váltotta le. A Griffin főszereplésével készült első epizódot 912.000 ember nézte. A huszonegyedik Screen Actors Guild-díjátadó gála után vetített epizódot 686.000-en nézték.
Kelly Osbourne 2015 februárjában kilépett a sorozatból, ezen év márciusában pedig Griffin is kilépett. Ekkor az E! bejelentette, hogy 2015 szeptemberéig szünetel a sorozat.
2015 júniusában bejelentették, hogy 2015. augusztus 31-től a sorozat folytatódik; Melissa Rivers lesz a társ-műsorvezető, és hat új epizódot készítenek, melyek során Goreski és Rancic is visszatérnek. A hatodik évadban Margaret Cho és NeNe Leakes csatlakozott a szereplőgárdához.
2017. október 18-án bejelentették, hogy a sorozat véget ér. Az utolsó epizódban soha nem látott klipeket vetítettek Joan Rivers-szel; ezt az epizódot 2017. november 27-én vetítették.